# Беляев, Юрий Константинович
Ю́рий Константи́нович Беля́ев (31 августа 1932, Москва — 22 января 2025, Умео) — советский и российский математик, специалист по теории вероятностей, математической статистике, вероятностным и статистическим методам. Доктор физико-математических наук (1970), профессор (1971). Лауреат Государственной премии СССР (1979). Автор более 200 публикаций.

## Биография
Родился 31 августа 1932 года в Москве в семье инженера-геодезиста и медсестры.
С 1951 по 1956 год — студент Отделения математики механико-математического факультета МГУ им. М. В. Ломоносова. С 1956 по 1959 год — аспирант Математического Института Академии Наук СССР (МИАН). В аспирантуре по теме, предложенной его научным руководителем А. Н. Колмогоровым, исследовал свойства траекторий гауссовских случайных процессов. По этой тематике в 1960 году защитил в МИАН кандидатскую диссертацию.
После защиты перешёл на работу в МГУ им. М. В. Ломоносова. Начинается долгий период (до середины 1990-х годов) научного сотрудничества с Б. В. Гнеденко и А. Д. Соловьёвым в развитии теории надёжности, статистических методов контроля качества, теории массового обслуживания, организации конференций и работы семинаров в МГУ. После создания Кабинета надёжности при Политехническом музее Москвы Ю. К. Беляев читал там лекции по статистическим методам анализа данных испытаний на надёжность. Совместная с Б. В. Гнеденко и А. Д. Соловьёвым работа над книгой «Математические методы теории надёжности» определила интерес к статистическим задачам теории надёжности и статистического контроля качества. Часть лекций в Политехническом музее была опубликована в издательстве «Знание», а ряд результатов по статистическим методам контроля качества включены в книгу «Вероятностные методы выборочного контроля» (1975). В разработанном под руководством Ю. К. Беляева Государственном стандарте (ГОСТ 24660-81) реализованы исходные идеи А. Н. Колмогорова по построению планов приёмочного контроля с учётом экономических показателей.
Параллельно с этой тематикой Ю. К. Беляев продолжал исследования в теории точечных процессов. В 1970 году в Институте прикладной математики (ИПМ) Академии наук СССР состоялась защита его диссертации на учёную степень доктора физико-математических наук. В этой диссертации исследованы случайные точечные процессы, порождённые случайными полями.
Ю. К. Беляев был заведующим отделом теории надёжности и массового обслуживания Межфакультетской лаборатории статистических методов МГУ (позднее — Лаборатория теории вероятностей при кафедре теории вероятностей механико-математического факультета МГУ). Также являлся членом редколлегий ряда научных журналов, в том числе журналов «Техническая кибернетика» и «Statistics». Беляев — один из авторов книги «Вопросы математической теории надёжности», изданной под руководством Б. В. Гнеденко (1983).
Ю. К. Беляев дал теоретическое обоснование состоятельности вариантов интенсивного использования вычислений в решении ряда задач оценки точности статистических выводов (распределений уклонений точечных оценок, классификаторов, в том числе kNN-классификаторов, выбора функции регрессии при наличии поясняющих переменных).
Был приглашён для чтения лекций и исследовательской работы в университеты Берлина и Магдебурга (Германия), Софии (Болгария), Лунда и Умео (Швеция). С 1993 года — профессор Университета Умео.
Являлся научным руководителем 24 аспирантов.
Лауреат Государственной премии СССР (1979), член международных институтов — International Statistical Institute (ISI) и Institute of Mathematical Statistics (IMS).
Скончался 22 января 2025 года в Умео.